# Даниловка (приток Ухтомы)
Даниловка (в верхнем течении Кичма) — река в России, протекает по Ивановской области. Устье реки находится в 45 км от устья Ухтомы по правому берегу. Исток реки — на границе Ильинского района Ивановской области и Ярославской области. Длина реки составляет 26 км, площадь водосборного бассейна — 98,2 км². Не судоходна.

## Данные водного реестра
По данным государственного водного реестра России относится к Окскому бассейновому округу, водохозяйственный участок реки — Нерль от истока и до устья, речной подбассейн реки — бассейны притоков Оки от Мокши до впадения в Волгу. Речной бассейн реки — Ока.
Код объекта в государственном водном реестре — 09010300812110000032432.